# 趙曾檣
趙曾檣，直隶涞水县人，清朝政治人物、進士出身。

## 生平
光緒二十九年，登進士，后改庶吉士。光緒三十三年，升任吏部主事。